# Erik Renström
Erik Renström, född 29 juli 1963 i Göteborg, är en svensk läkare och professor i experimentell endokrinologi.
Universitetsstyrelsen beslutade 18 september 2020 att föreslå Erik Renström till rektor vid Lunds universitet under perioden 2021–2026. 
Utnämningen beslutades av regeringen 19 november 2020.